# Honda CBF125
A CBF125 sokoldalú, kategóriájában egy erős motorral felszerelt morokerékpár. A motor alacsony tömegű, injektoros, egyhengeres és léghűtéses.  30 milliméter átmérőjű teleszkópokkal van felszerelve.

## Műszaki adatok
|                  | CBF125                                       |
| ---------------- | -------------------------------------------- |
| Motor típus      | léghűtéses egyhengeres 4 ütemű               |
| Hengerűrtartalom | 124,7 cm³                                    |
| Sebességváltó    | 5-sebességes                                 |
| Befecskendezés   | PGM-FI elektronikus üzemanyag-befecskendezés |
| Súly             | 128 kg                                       |

A CBF család további tagjai a CBF250, CBF500, CBF600 és a CBF1000

## Külső hivatkozások
- Magyar Honda CBF Egyesület
- Honda motorkerékpárok